# Trobar clus
La forme trobar clus est un art poétique développé par les troubadours (langue d'oc) du XIIe siècle. Elle consiste essentiellement en une recherche de l'hermétisme, par conséquent accessible seulement à un public cultivé.
Un des principaux représentants du premier mouvement trobar clus est le troubadour gascon Marcabru (v.1110-v.1150).
Dans l'esthétique des troubadours, trobar clus s'oppose à un style plus aisé et plus répandu, trobar leu, et à trobar ric ("riche"), style recherché sans être hermétique.